# Gesellschaft für wissenschaftliche Religionspädagogik
Die GwR – Gesellschaft für wissenschaftliche Religionspädagogik e.V. dient dem Austausch und der Förderung wissenschaftlicher religionspädagogischer Forschung. Sie trägt ihren heutigen Namen seit dem Jahr 2012, gegründet wurde die Vorläuferorganisation allerdings schon im Jahr 1948.
Die Mitglieder sind in allen Bereichen der wissenschaftlichen Religionspädagogik tätig und mehrheitlich evangelisch; es finden sich aber auch katholische und muslimische Religionspädagogen unter ihnen. Alljährlich werden im September aktuelle Themen auf einer dreitägigen Konferenz diskutiert.
Die Gesellschaft gibt die Fachzeitschrift Theo-Web. Zeitschrift für Religionspädagogik. Academic Journal of Religious Education heraus.

## Ziele und Mitgliedschaft
Die wissenschaftliche Fachgesellschaft „dient der Förderung religiöser Bildung und Erziehung. Sie nimmt diese Aufgabe insbesondere wahr durch die Organisation von Arbeitstagungen, [...] durch die Unterstützung des Austausches zwischen der Religionspädagogik und ihren theologischen und nicht-theologischen Nachbardisziplinen, durch die Kommunikation von Erfahrungen und Konzepten der Lehre und der Berufsausbildung (v.a. von Religionslehrerinnen und -lehrern), durch die Bereitstellung von Informationen über Entwicklungen im Bereich der Religionspädagogik (z.B. durch ihre Verbandszeitschrift und Rundbriefe), durch Mitwirkung an der öffentlichen Diskussion religionspädagogischer Handlungsfelder und Themen.“
Die Gesellschaft zählte im Jahr 2020 ca. 330 Mitglieder aus Deutschland, Österreich und der Schweiz.

## Vorsitz und Vorstand
Dem im Jahr 2022 gewählten Vorstand gehören an:
- Vorsitzende: Susanne Schwarz, RPTU Universität Landau
- stellvertretende Vorsitzende: Ulrike Witten, LMU München
- Kassenwart: David Käbisch (Johann Wolfgang Goethe-Universität Frankfurt)
- Laura Weidlich, Universität Marburg